# 25046 Suyihan
25046 Suyihan è un asteroide della fascia principale. Scoperto nel 1998, presenta un'orbita caratterizzata da un semiasse maggiore pari a 2,4202490 UA e da un'eccentricità di 0,1880350, inclinata di 1,93210° rispetto all'eclittica.